# Terminalia gossweileri
Terminalia gossweileri är en tvåhjärtbladig växtart som beskrevs av Arthur Wallis Exell och Garcia. Terminalia gossweileri ingår i släktet Terminalia och familjen Combretaceae. Inga underarter finns listade i Catalogue of Life.